# 小桥堡站
小桥堡站位于甘肃省古浪县小桥堡村，是兰新铁路的一座火车站，等级为五等站，距兰州站252公里，距乌鲁木齐站1640公里，本站及相邻上下行区间均为电气化区段。本站不办理客货运业务。邮政编码为733100。